# Wii Speak
Wii Speak é um acessório utilizado como microfone para o console Nintendo Wii. Conectado ao console via a porta USB, o acessório deve ser colocado em cima da Sensor Bar, que fica em cima da TV, disponibilizando ao jogador conversar com outros jogadores em tempo real. O aparelho dispõe de um LED que indica o uso. O WiiSpeak foi anunciado durante a conferencia da Nintendo na E3 em 15 de julho de 2008, e foi lançado no mesmo ano. Um dos primeiros jogos compatíveis foram Animal Crossing: City Folk e The Conduit.
A partir de dezembro de 2008 ficou disponível um novo "Wii Channel" para os usuários do Wii Speak: o Wii Speak Channel, que só pode ser instalado através de uma senha que vem junto do Wii Speak. 